# Ettaro

Ettari e are

L'ettaro (simbolo ha) è una unità di misura dell'area il cui largo utilizzo è riconosciuto dal Sistema internazionale di unità di misura pur non facendone parte. È pari a 10000 m², cioè all'area di un quadrato con lato lungo 100 metri (1 hm). Viene ufficialmente utilizzato dall'Agenzia delle entrate italiana per misurare la superficie dei terreni a fini catastali o fiscali.
L'ettaro è un multiplo dell'ara e della centiara. Un ettaro equivale a:
- 100 are (a)
- 10 000 centiare (ca=m²)

Ad esempio, 15642 m² corrispondono a 1 ha, 56 are e 42 centiare.

## Equivalenze con unità del Sistema Internazionale
L'ettaro non è una unità di misura ufficiale del Sistema internazionale di unità di misura, che al suo posto utilizza l'ettometro quadrato (hm²), ma viene riconosciuta dal Sistema internazionale come unità di misura alternativa. In rapporto alle unità di misura ufficiali del Sistema internazionale di unità di misura, un ettaro equivale a:
- 0,01 km²
- 1 hm²
- 100 dam²
- 10000 m²

## Equivalenze con altre unità di misura utilizzate all'estero
Un ettaro equivale approssimativamente a:
- 11 959,900463010 yd²
- 0,0038610216 mi²
- 2,4710538147 acri

## Equivalenze con altre unità di misura anticamente utilizzate in Italia
Un ettaro equivale a:
| regione              | unità | località                  | valore          | note                                                                 |
| -------------------- | --- | ------------------------- | --------------- | -------------------------------------------------------------------- |
| Sicilia              | - circa 7,17 tumuli (tummino) della provincia di Palermo - circa 4,665 tumuli della provincia di Catania - circa 5,73 tumuli della provincia di Siracusa - circa 0,36 salme di Noto (SR) (Unita di misura del Regno di Sicilia basata sulle canne sicule) |                           |                 |                                                                      |
| Marche-Abruzzo-Lazio | Coppa | Marsica-Valle dell'Aniene | da 20 a 22      |                                                                      |
| Sardegna             | Moi/Moju | Sardegna                  | 2,5             | 1 moi/moju = 4000 m² 1 cuarra = 2000 m² 2 mois + 1 cuarra = 1 ettaro |
| Veneto               | Campi | Trevigiano                | 2               |                                                                      |
| Veneto               | Campi | Padovano                  | circa 2,6       |                                                                      |
| Veneto               | Campi | Vicentino                 | circa 2,6       |                                                                      |
| Friuli               | Campi | Friuli                    | circa 3,5       |                                                                      |
| Piemonte             | Giornate piemontesi | Piemonte                  | circa 2,6       |                                                                      |
| Emilia               | Biolca parmigiana | Parma                     | circa 3,25      |                                                                      |
| Emilia               | Biolca modenese | Modenese                  | circa 3,5       |                                                                      |
| Emilia               | Biolca reggiana | Reggiano                  | circa 3,422     |                                                                      |
| Emilia               | Pertica Piacentina | Piacenza                  | 13              |                                                                      |
| Lombardia            | Pertica Lodigiana | Lodi                      | 14              | 1 pertica = 716 m²                                                   |
| Puglia               | Vigne | Terlizzese                | 2,5             |                                                                      |
| Puglia               | Vigne | Molfettese                | circa 3         |                                                                      |
| Campania             | Tumuli | Irpinia                   | circa 3         |                                                                      |
| Campania             | Moggi | Agro Aversano napoletano  | circa 4,25 3,33 | 1 moggio = 4259 m² 1 moggio = 3333 m²                                |

- circa 15,3 coppe aquilane
- circa 3,33 campi veronesi (Lunardi)
- circa 15 pertiche bergamasche (1 pertica equivale a 667 m²)
- circa 3 piò bresciani
- circa 13,1 pertiche cremasche
- circa 12,38 pertiche cremonesi
- circa 3,3 biolche parmigiane
- circa 4 iugum
- circa 3 moggi napoletani
- 10 tavole (1 tavola = 1000 m²) - Marche e Umbria
- 2,5 mòis (1 mòi = 4000 m²) in Sardegna; esiste una misura volumetrica di medesimo nome per il commercio delle granaglie, pari a 40 litri, che in italiano sta per starello.
- 2,5 tomoli, in provincia di Bari. 1 tomolo equivale a circa 4 000 metri quadrati.
- Tornatura (1 tornatura = 2999 m²) - Romagna